# لرد بزرگ
لرد بزرگ یا لاات صاحب (انگلیسی: Laat Saheb) یک فیلم بالیوودی در ژانر اکشن درام است که در سال ۱۹۴۶ منتشر شد. این فیلم توسط کی.پی. باوه برای هریشچاندرا پیکچر کارگردانی شده‌است. موسیقی این فیلم توسط بی. نایک ساخته شده‌است. بازیگران این فیلم شامل لاتیکا، هریشچاندرا رائو، گوپه، آنیز کاتون و دالپات بودند.